# Neanthophylax subvittatus
Neanthophylax subvittatus är en skalbaggsart som först beskrevs av Thomas Casey 1891.  Neanthophylax subvittatus ingår i släktet Neanthophylax och familjen långhorningar. Inga underarter finns listade i Catalogue of Life.